# Ailes grises
Autre
Ailes grises (灰羽連盟, Haibane renmei, littéralement « Alliance des ailes grises ») est une série de dōjinshis de Yoshitoshi ABe qui ont ensuite été adaptés en série d'animation. L'histoire se déroule dans une enclave perdue hors du temps. Les protagonistes se voient doté d'une auréole ainsi que d'une paire d'ailes grises. Cet endroit est régi par des règles et un mysticisme étranges.
Le titre complet original du manga est Haibane renmei : une fille qui a des ailes grises (en français dans le texte), la présence d'une phrase française dans le titre restant un mystère.

## Résumé
Une jeune fille tombe du ciel. Elle s’étonne de ne ressentir aucune peur et parle à un corbeau en essayant d’analyser ce qu’elle ressent. Puis c’est le réveil dans un lit inconnu, entourée de cinq filles aux allures d'anges (même si le mot ange n’est jamais prononcé). Elles lui apprennent qu’elle est née dans un cocon et lui souhaitent la bienvenue parmi les Haibane (Ailes Grises). En souvenir de son rêve, la jeune fille reçoit comme nom Rakka (la chute). Comme les cinq femmes qui l’accueillent, Rakka ne possède plus de souvenir de sa vie. Bientôt la jeune fille reçoit une sorte d'auréole tout juste démoulée. Peu après, une paire d'ailes poussent dans son dos.
Rakka découvre ce nouveau monde et en apprend bientôt les règles. Elles vivent dans la « Vieille Maison », à l’écart de la ville de Guri. La ville et la campagne environnante sont entourées par un mur infranchissable. Nul ne sait ce qu’il y a au-delà. Au sein de ce microcosme, les Ailes Grises semblent respectées et protégées, elles peuvent acheter des vêtements et objets de seconde main, mais toutes doivent travailler. Une Fédération des Ailes Grises garantit également leur sécurité. Et puis il y a les Tôgas, êtres mystérieux portant un masque, qui ne parlent jamais et qui viennent de l’extérieur, et le Washi, masqué lui aussi, intermédiaire entre les habitants et les Tôgas, auquel on ne doit s’adresser que par signes.
Sans qu’elle sache pourquoi, Rakka est toujours attirée par les corbeaux qu’elle rencontre régulièrement. Les oiseaux ont un statut spécial à Guri, car ils sont les seuls à pouvoir franchir le mur et on dit qu’ils portent les souvenirs oubliés des hommes. Soudain, un jour, dans la Forêt de l’Ouest, dans un endroit dangereux, Kuu disparaît dans une colonne de lumière.

## Personnages

### Personnages principaux
N'ayant aucun souvenir, les arrivants se voient attribuer un nom en rapport avec leur premier rêve...
Rakka (落下, chute - dans le sens de tomber) ou 絡果
Le personnage principal, elle a rêvé qu'elle tombait du ciel.
Kuu (空, air)
Plus jeune Haibane de la Vieille Maison, elle a rêvé qu'elle flottait dans l'air. Elle prendra son envol quelques épisodes plus tard.
Hikari (光, lumière)
Elle s'occupe de mettre en place les auréoles, elle a rêvé qu'elle était baignée de lumière.
Nemu (眠, sommeil)
La doyenne. Elle a rêvé qu'elle dormait.
Kana (河魚, contraction de kawa et sakana - rivière et poisson)
Le garçon manqué de la bande, elle a rêvé qu'elle nageait dans un ruisseau avec des poissons.
Reki (礫, caillou) ou 轢
La Haibane qui s'occupe des plus petits, elle a rêvé qu'elle marchait sur un chemin de pierre. Plus mystérieuse qu'il n'y paraît...

### Autres personnages
Kuramori (暗森, forêt sombre)
Une Haibane qui s'occupait des jeunes Nemu et Reki. Malgré sa santé fragile, elle est gentille et attentionnée envers elles, en particulier envers Reki pour le traitement de ses ailes noires. Kuramori a pris son Envol, mais elle est toujours bien présente dans les mémoires de Reki et de Nemu.
Hyôko (氷湖, lac gelé)
Membre proéminent du second groupe de Haibane à Guri (qui vivent à l'« Usine abandonnée » à l'opposé de la ville par rapport à la « Vieille Maison »). Dans le passé, il était un ami de Reki.
Midori (緑, vert)
Une Haibane de l'« Usine abandonnée » et une amie proche de Hyôko. Elle a une rancune contre Reki à cause des risques qu'elle a fait prendre à Hyôko, mais elle est prête à discuter avec Rakka et les autres.
Le Communicateur (Washi (話師))
Le responsable de la Fédération des Ailes Grises. Il donne des conseils aux Haibane et les assiste spirituellement. Parfois, il impose des sanctions aux Haibane qui enfreignent les règles.
Les Toga (Tôga (トーガ))
Les Toga sont les seules personnes qui peuvent entrer et sortir de la ville de Guri à volonté. Les Toga ne parlent jamais. Ils communiquent en langue des signes avec le Communicateur. Ils ne dévoilent jamais leur visage. Les humains et les Haibane doivent rester à distance des Toga.

## Anime

### Fiche technique
- Année : 2002
- Réalisation : Tomokazu Tokoro
- Character design : Akira Takada
- Créateur original : Yoshitoshi ABe
- Animation : Radix
- Licencié en France par : Dybex
- Nombre d'épisodes : 13

### Doublage
|        | Japonais       | Français          |
| ------ | -------------- | ----------------- |
| Rakka  | Ryō Hirohashi  | Patricia Legrand  |
| Reki   | Junko Noda     | Susan Sindberg    |
| Kuu    | Akiko Yajima   | Christelle Reboul |
| Nemu   | Kazusa Murai   | Hélène Bizot      |
| Hikari | Fumiko Orikasa | Nathalie Bienaimé |
| Kana   | Eri Miyajima   | Susan Sindberg    |

### Épisodes
| No | Titre français                                                           | Titre japonais                           | Titre japonais                                         | Date de 1re diffusion |
| No | Titre français                                                           | Kanji                                    | Rōmaji                                                 | Date de 1re diffusion |
| -- | ------------------------------------------------------------------------ | ---------------------------------------- | ------------------------------------------------------ | --------------------- |
| 1  | Le Cocon. Ce rêve où je tombe du ciel. La vieille maison.                | 繭 — 空を落ちる夢 — オールドホーム       | Mayu — Sora wo ochiru yume — Ōrudo Hōmu                | 9 octobre 2002        |
| 2  | Rues et murs. Tôga. Fédération des ailes cendrées.                       | 街と壁 — トーガ — 灰羽連盟               | Machi to kabe — Tōga — Haibane Renmei                  | 23 octobre 2002       |
| 3  | Temple. Washi. Crêpes.                                                   | 寺院 — 話師 — パンケーキ                 | Jiin — Washi — Pankēki                                 | 6 novembre 2002       |
| 4  | Le jour des ordures. L'horloge. L'oiseau qui passe le mur.               | ゴミの日 — 時計塔 — 壁を越える鳥         | Gomi no hi — Tokeitō — Kabe wo koeru tori              | 13 novembre 2002      |
| 5  | La bibliothèque. L'usine abandonnée. L'origine du monde.                 | 図書館 — 廃工場 — 世界のはじまり         | Toshokan — Haikōjō — Sekai no hajimari                 | 20 novembre 2002      |
| 6  | Fin de l'été. Pluie. Perte.                                              | 夏の終わり — 雨 — 喪失                   | Natsu no owari — Ame — Sōshitsu                        | 27 novembre 2002      |
| 7  | Cicatrices. Maladie. L'arrivée de l'hiver.                               | 傷跡 — 病 — 冬の到来                     | Kizuato — Yamai — Fuyu no tōrai                        | 27 novembre 2002      |
| 8  | Oiseau.                                                                  | 鳥                                       | Tori                                                   | 4 décembre 2002       |
| 9  | Puits. Renaissance. Dicton mystérieux.                                   | 井戸 — 再生 — 謎掛け                     | Ido — Saisei — Nazokake                                | 4 décembre 2002       |
| 10 | Kuramori. Les ailes cendrées de l'usine abandonnée. Le travail de Rakka. | クラモリ — 廃工場の灰羽達 — ラッカの仕事 | Kuramori — Haikōjō no Haibane tachi — Rakka no shigoto | 11 décembre 2002      |
| 11 | Séparation. Obscurité dans le cœur. Une chose irremplaçable.             | 別離 — 心の闇 — かけがえのないもの       | Betsuri — Kokoro no yami — Kakegae no nai mono         | 11 décembre 2002      |
| 12 | Cloches-Noisettes. Festival de Pâques. Réconciliation.                   | 鈴の実 — 過ぎ越しの祭 — 融和             | Suzu no mi — sugikoshi no matsuri — Yūwa               | 18 décembre 2002      |
| 13 | Le monde de Reki. Prière. Epilogue.                                      | レキの世界 — 祈り — 終章                 | Reki no sekai — Inori — Shūshō                         | 18 décembre 2002      |

### Bande originale

#### Haibane Renmei soundtrack hanenone
La musique de la série a été principalement composée par Kow Otani.
Bande originale
1. Refrain of Memory
2. Free Bird
3. Toga
4. Breath of a Germ
5. Starting of the World
6. A Little Plate's Rondo
7. Silent Wonderland -REM Sleep-
8. Song of Dream, Words of Bubble
9. Rustle
10. Shadown of Sorrow
11. Blight
12. Wondering
13. Fading
14. Ripples by the Drop
15. Someday Lasting Serenade
16. Love Will Light the Way
17. Ethereal Remains
18. Blue Flow -TV Edition-
19. Ailes Grises

#### Haibane Renmei ending theme "Blue Flow"
La chanson du générique de fin est intitulée Blue Flow.
- Paroles : Aki Hatake
- Musique : Masumi Itō
- Interprète : Heart of Air

Single du générique
1. Blue Flow
2. Garasu no yume (硝子の夢?)
3. Oai inori (蒼い祈り?)
4. Blue Flow (instrumental)
5. Garasu no yume (硝子の夢?) (instrumental)

## Influences
Yoshitoshi ABe a reconnu que le roman La Fin des temps (1985) de Haruki Murakami a été une influence sur ses histoires autour des Haibane. En substance, le roman contient beaucoup des mêmes ingrédients et situations : une ville que les gens ne sont pas autorisés à quitter, un mur, une rivière, une bibliothèque et une horloge.